# Ingolf Mork
Ingolf Mork (* 4. Juni 1947 in Molde; † 1. Februar 2012 ebenda) war ein norwegischer Skispringer.
Bemerkenswert sind vor allem seine relativ kuriosen Ergebnisse bei der Vierschanzentournee. 1970/71 gewann er drei Einzelspringen, wurde aber in Innsbruck nur Sechzehnter und verpasste damit den Gesamtsieg. Ein Jahr später holte er den Gesamtsieg, ohne einen der vier Wettkämpfe gewonnen zu haben. Er ist der einzige Athlet, dem beides gelang. Sein 22. Rang in Oberstdorf 1971 ist außerdem das schlechteste Tagesergebnis der Tourneesieger, die keinen Tagessieg errungen haben. Bei seinem Gesamtsieg profitierte Mork von der vorzeitigen Abreise der Japaner um den dreifachen Tagessieger Yukio Kasaya, die sich in der Heimat auf die Olympischen Winterspiele von Sapporo vorbereiten wollten.
Anlässlich der vorolympischen Wettkämpfe am 13. Februar 1971 gewann Mork auf der Großschanze vor Akitsugu Konno. Bei den Olympischen Winterspielen 1972 in Sapporo selbst belegte er beim Springen von der Normalschanze den vierten Platz und war damit bester Nicht-Japaner. 1973 wurde er mit der Holmenkollen-Medaille geehrt.
Nach seiner aktiven Sportlaufbahn arbeitete Mork zunächst in der öffentlichen Verwaltung war danach als Schafzüchter tätig. Von 1984 bis 1990 gehörte er dem Vorstand des Norwegischen Sportverbandes an und leitete dort den Bereich Skispringen.
Mork starb an den Folgen eines Blutgerinnsels.